# Закон повторного логарифма

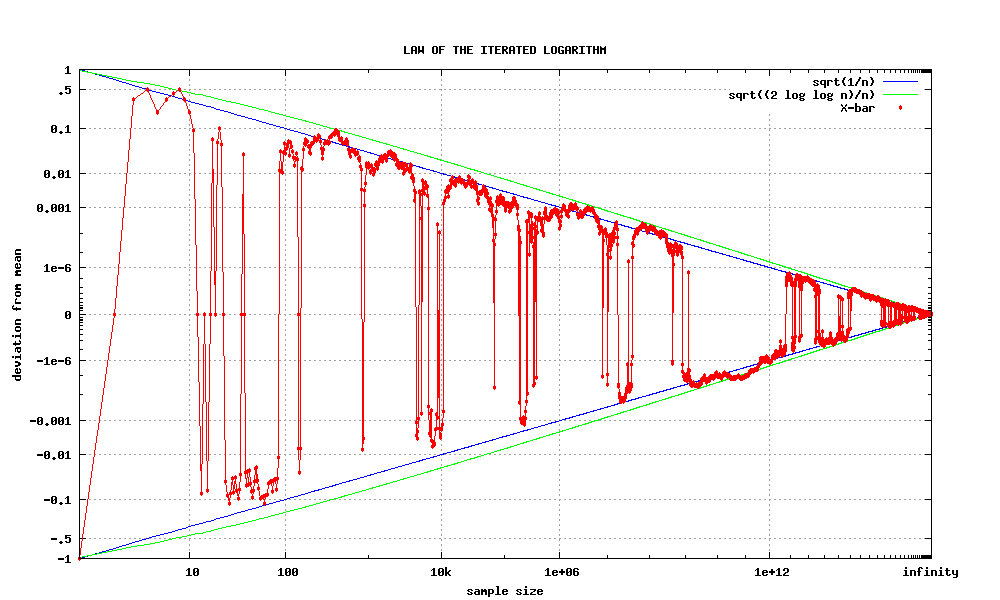
Экспериментальная иллюстрация закона повторного логарифма и закона больших чисел. Зелёным обозначены пределы блуждания согласно закону повторного логарифма. Вид графика обусловлен нелинейностью обеих осей.

Закон повторного логарифма — предельный закон теории вероятностей. Теорема определяет порядок роста делителя последовательности сумм случайных величин, при котором эта последовательность не сходится к нулю, но остается почти всюду в конечных пределах.
Для случая последовательности сумм независимых случайных величин, имеющих одинаковое распределение с двумя значениями теорема была доказана А. Я. Хинчиным в 1924 году. Первую теорему общего типа доказал А. Н. Колмогоров в 1929 году.

## Теорема
Пусть {\displaystyle {Y_{n}}} — независимые одинаково распределённые случайные величины с нулевым математическим ожиданием и единичной дисперсией. Пусть {\displaystyle S_{n}=Y_{1}+\dots +Y_{n}.} Тогда почти наверное:
{\displaystyle \limsup _{n\to \infty }{\frac {S_{n}}{\sqrt {n\ln \ln n}}}={\sqrt {2}},}
{\displaystyle \liminf _{n\to \infty }{\frac {S_{n}}{\sqrt {n\ln \ln n}}}=-{\sqrt {2}},}
где {\displaystyle \ln } — натуральный логарифм, {\displaystyle \limsup } — верхний предел, {\displaystyle \liminf } — нижний предел.

## Обобщения и дополнения
Обобщения закона повторного логарифма Колмогорова для последовательностей независимых ограниченных неодинаково распределенных случайных величин были исследованы В. Феллером. Обобщение для функциональной сходимости дал Ф. Штрассен. Им же доказано, что если {\displaystyle Y_{n}} — последовательность независимых случайных величин, имеющих одинаковое распределение с бесконечной дисперсией, то 
{\displaystyle \limsup _{n\to \infty }{\frac {|S_{n}|}{\sqrt {n\ln \ln n}}}=\infty .}

## Взаимосвязь с другими предельными теоремами
Закон повторного логарифма занимает промежуточное положение между законом больших чисел и центральной предельной теоремой. Закон больших чисел существует в двух вариантах — слабом и усиленном, они утверждают, что суммы {\displaystyle S_{n}} с делителем {\displaystyle n} стремятся к нулю, соответственно по вероятности и почти наверное:
{\displaystyle {\frac {S_{n}}{n}}{\stackrel {\mathbb {P} }{\longrightarrow }}0,\quad {\frac {S_{n}}{n}}\longrightarrow 0} почти наверное при {\displaystyle n\to \infty .}
Центральная предельная теорема утверждает, что суммы {\displaystyle S_{n}} с делителем {\displaystyle {\sqrt {n}}} сходятся к стандартному нормальному распределению, и эта последовательность сумм не сходится к какой-либо конкретной величине ни по вероятности, ни почти наверное, а бесконечно блуждает.
Делитель в законе повторного логарифма приводит к разным результатам для сходимости по вероятности и почти наверное:
{\displaystyle {\frac {S_{n}}{\sqrt {n\ln \ln n}}}{\stackrel {\mathbb {P} }{\longrightarrow }}0} и ни к чему не стремится почти наверное при {\displaystyle n\to \infty }.
Таким образом, хотя величина {\displaystyle S_{n}/{\sqrt {n\ln \ln n}}} будет меньше, чем любое заданное {\displaystyle \varepsilon >0} с вероятностью, стремящейся к единице, она будет бесконечное число раз приближаться сколь угодно близко к любой точке отрезка {\displaystyle [-{\sqrt {2}},{\sqrt {2}}]} почти наверное.